# Kepadangan
Kepadangan is een bestuurslaag in het regentschap Sidoarjo van de provincie Oost-Java, Indonesië. Kepadangan telt 4586 inwoners (volkstelling 2010).